# مهنة

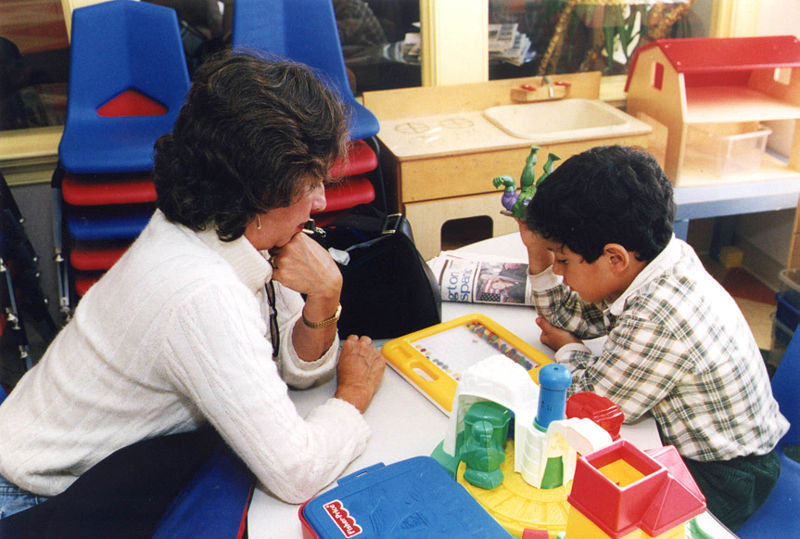

المهنة هي وظيفة مبنية على أساس من العلم والخبرة اختيرت اختياراً مناسباً حسب مجال العمل الخاص بها وهي تتطلب مهارات وتخصصات معينة ويحكمها قوانين وآداب لتنظيم العمل بها كما يمكن تعريفها بأنها الحرفة التي بواسطتها تعرف إمكانية تطبيق المعرفة والخبرة المثبتة في بعض حقول المعرفة أو العلوم على مجالات أخرى يمكن استخدامها في ممارسة فن مستند على تلك الخبرة. وهي أيضا: «ميزة امتلاك أسلوب فكري معين مكتسب بالتدريس الخاص والذي بالإمكان تطبيقه في كل ناحية من نواحي الحياة المختلفة».
المهنة بصفة عامة هي حرفة تشتمل على مجموعة من المعارف العقلية ومجموعة ممارسات وخبرات وتطبيقات تهيكل المهنة وتضم:
- توافر الأنشطة والخدمات المفيدة.
- توافر قدر من المهارات والخبرات الفنية المتخصصة.
- توافر الإنتاج الفكري المتخصص.
- وجود قواعد أخلاقية وسلوكية تحكم وتنظم العمل بين أفراد المهنيين وزملائهم.
- وجود تجمع للعاملين بالمهنة يتحدث باسمها ويدافع عنها.
- تكون واضحة المعالم ومميزة عن غيرها من المهن.

تأسست الوظائف المهنية على أساس تدريب تعليمي متخصص، والغرض منه هو تقديم مشورة موضوعية نزيهة والخدمة للآخرين، مقابل تعويض مباشر ومؤكد، بصرف النظر تمامًا عن توقع مكاسب تجارية أخرى. اعترف تقليد العصور الوسطى وأوائل العصر الحديث بثلاث مهن فقط: الألوهية، الطب، القانون، والتي كانت تسمى المهن المتعلمة. المهنة ليست حرفة وليست صناعة.
مصطلح المهنة هو اقتطاع لمصطلح المهنة الحرة، والذي بدوره، هو أنجلزة للمصطلح الفرنسي بروفيسيون ليبيرال. استعارها في الأصل مستخدمو اللغة الإنجليزية في القرن التاسع عشر، وأُعيد استعارتها من قبل المستخدمين الدوليين من أواخر القرن العشرين، على الرغم من أن إيحاءات الطبقة (الوسطى والعليا) للمصطلح لا يبدو أنها نجت من إعادة الترجمة: «المهن الحرة» هي، وفقًا لتوجيه الاتحاد الأوروبي بشأن الاعتراف بالمؤهلات المهنية (2005/36 / إي سي)، «تلك التي تمارس على أساس المؤهلات المهنية ذات الصلة الشخصية، بالإضافة للقدرة والمسؤولية المستقلة مهنيًا من قبل أولئك الذين يقدمون خدمات فكرية ومفاهيمية لصالح العميل والجمهور».
تتغير بعض المهن بشكل طفيف من حيث المكانة والسلطة، لكن مكانتها تبقى مستقرة بشكل عام بمرور الوقت، حتى لو بدأت المهنة في الحصول على المزيد من الدراسة والتعليم النظامي المطلوب. التخصصات التي تشكلت مؤخرًا، مثل الهندسة المعمارية، لديها الآن فترات طويلة من الدراسة المرتبطة بها.
على الرغم أن المهن قد تتمتع بمكانة عالية نسبيًا ومكانة عامة، إلا أنه لا يحصل جميع المهنيين على رواتب عالية، وحتى في مهن محددة، توجد اختلافات كبيرة في الراتب. في القانون، على سبيل المثال، قد يكسب محامي الدفاع عن الشركات الذي يعمل بالساعة عدة أضعاف ما يكسبه المدعي العام أو محامي الدفاع العام.

## الاحتراف المهني
من المهم التفرقة بين أداء العمل كوظيفة وبين أدائه كجزء من منظومة حرفية، أي بطريقة احترافية مهنية. فمفهوم الاحتراف أوسع بكثير، فعلى سبيل المثال يُعرف ويكندن الحرفة بإنها «أصول يتم تعلمها مع مهارات متخصصة، وأدوات متميزة ومسئوليات اجتماعية واضحة». وتعرف الجمعية الهندسية للتنمية الاحترافية التابعة للجمعية الأمريكية للمهندسين المدنيين «الهندسة» بأنها حرفة أو مهنة وأعضاؤها لهم مسئوليات ذاتية تجاه المجتمع، والعميل أو صاحب العمل، وأعضاء المهنة الآخرين، وتجاه أنفسهم.
كما يوسع فان ديرواتر (بالإنجليزية: Van Der Water)‏ من مفهوم خصائص المهنة أو الحرفة لكي يتضمن ستة عناصر وهي:
1. النشاط المهني هو نشاط ابتكاري
2. يتميز النشاط المهني بمنهجيته لحل المشكلات واتخاذ القرارات (بخلاف الأسلوب العشوائي)
3. تتضمن المهنة مجموعة من المعارف التي تتطلب تحصيلها تعليماً خاصاً
4. التعليم المستمر (بعد التخرج) جزء رئيسي من النشاط المهني.
5. المهنة تتعلق بتحقيق هدف وليس أداء مهمة اساسية
6. الشخص المهني المحترف يتبع لائحة لآداب المهنة (بالإنجليزية: Professional Code of Ethics)‏

## أنظر أيضاً
- إدارة الأعمال